# Eduard Domluvil
Eduard Domluvil (1. ledna 1846 Moravičany – 9. března 1921 Valašské Meziříčí) byl římskokatolický duchovní, spisovatel a amatérský regionální historik, zabývající se především dějinami Rožnovska a Valašskomeziříčska. V letech 1892 až 1904 byl předsedou Muzejní společnosti ve Valašském Meziříčí.

## Život
Eduard Domluvil se narodil v Moravičanech u Mohelnice do rolnické rodiny Jana a Terezie Domluvilových. Nejprve studoval na brněnském gymnáziu, po jehož absolvování zahájil studium na teologické fakultě v Olomouci. Studium teologie završil v roce 1869, kdy byl vysvěcen na kněze a kdy začal působit jako kaplan v olomouckém kostele sv. Michala. Roku 1873 přijal místo profesora náboženství na státním gymnáziu ve Valašském Meziříčí, kde poté žil a tvořil až do své smrti. Výuku náboženství na tamním gymnáziu vedl do roku 1904.
Byl velmi aktivní v místním společenském životě a s nadšením se věnoval muzejnictví, regionální historii a národopisu. Na počátku roku 1884 stál spolu s Aloisem Mikyškou a Aloisem Kaplanem u zrodu Muzejní společnosti ve Valašském Meziříčí. Svými texty přispíval do Sborníku muzejní společnosti a intenzivně se podílel na rozšiřování muzejních sbírek. V roce 1893 vedl archeologický výzkum na vrchu Helštýně u Valašského Meziříčí, během kterého nalezl zlomky popelnice, pocházející z pohřebiště slezsko-platěnické fáze lužické kultury. Díky jeho činorodosti se Valašské Meziříčí stalo střediskem příprav valašské expozice na pražskou Národopisnou výstavu českoslovanskou v roce 1895. Roku 1892 byl zvolen předsedou Muzejní společnosti a tuto funkci zastával až do roku 1904.

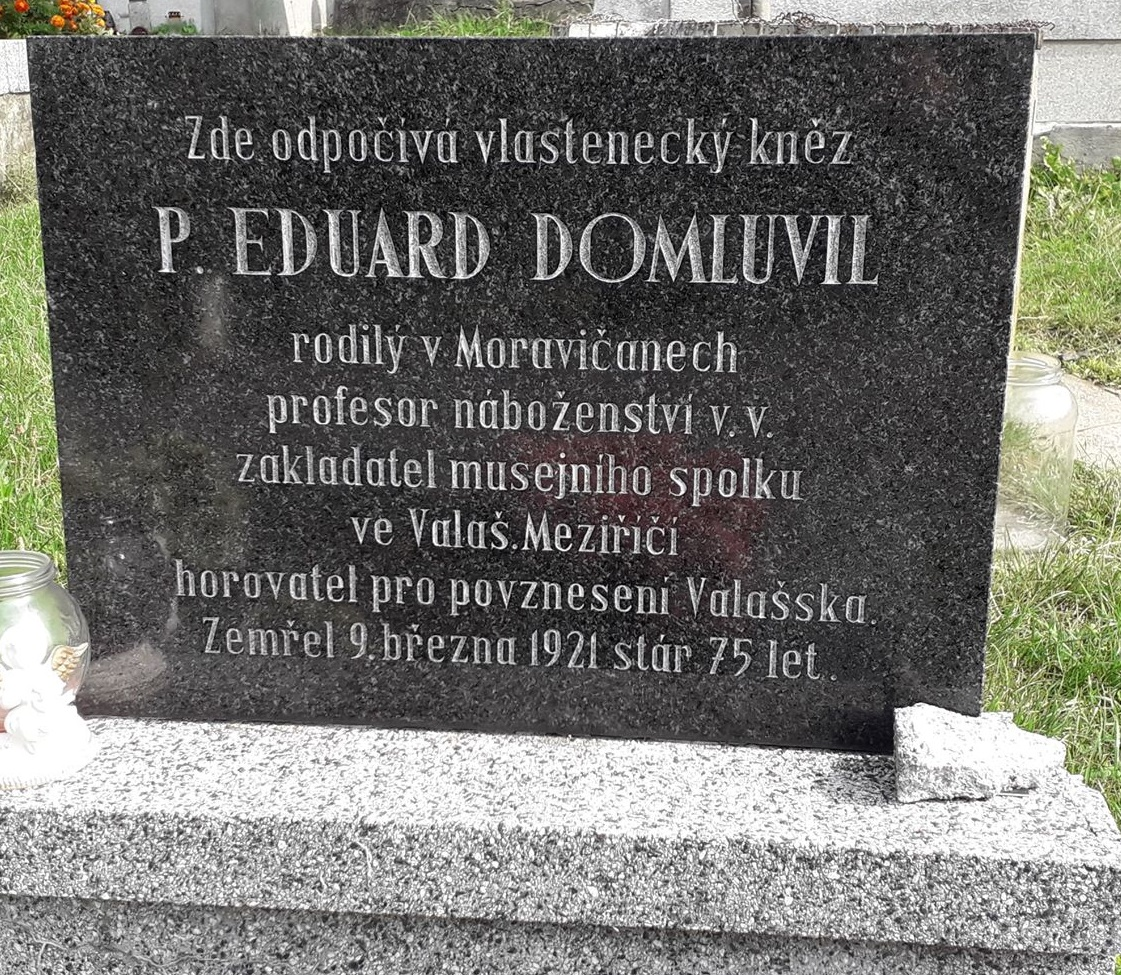
Hrob Eduarda Domluvila ve Valašském Meziříčí

Vznik samostatného Československa nepřivítal s nadšením a 29. října 1918 vyvěsil vedle národní vlajky také černožlutý rakouský prapor, který odstranil až na výzvu meziříčské strážní služby. Zemřel 9. března 1921 ve Valašském Meziříčí, kde byl i pohřben na zdejším městském hřbitově.
Je po něm pojmenovaná ulice ve Valašském Meziříčí.

## Eduard Domluvil v literatuře
Postava Eduarda Domluvila vystupuje v povídce Poklad pátera Domluvila, kterou uveřejnil valašskomeziříčský dramatik a spisovatel Adolf Bogner ve své povídkové knížce Obrázky z valaských kútú (1943).

## Dílo
Ve svých knihách se zaobíral zejména dějinami a národopisem Rožnovska a Valašskomeziříčska. Své první dílo, knihu Paměti města Val. Meziříčí a městečka Krásna, napsal již pět let po svém příchodu na moravské Valašsko.
- Paměti města Val. Meziříčí a městečka Krásna (1877)
- Různé úvahy (1890)
- Čtení o průplavu dunajsko-oderském (1897)
- Obrazy ze života rolnického na Valašsku od XVI. do XIX. století (1900)
- Pomník zbudovaný vojínům raněným v bitvě u Slavkova a zemřelým v Meziříčí n. Bečvou (1901)
- Zašová (1908)
- Val. Meziříčský okres (1914) - Domluvilovo nejrozsáhlejší dílo. Kniha vyšla v Brně v rámci edice Vlastivěda moravská.